# Eleanor Everest Freer
Eleanor Everest Freer (Filadèlfia, 14 de maig de 1864 - Chicago, 13 de desembre de 1942) va ser una compositora, cantant i pianista estatunidenca.
Als 19 anys va marxar a estudiar a París amb Mathilde Marchesi i Benjamin Godard entre d'altres. Un cop va acabar els estudis va tornar als Estats Units i després de ser professora al National Conservatory de Nova York es va casar (1893) i es va mudar a Chicago on va participar activament en molts esdeveniments culturals i filantròpics. L'any 1921 va fundar l'Opera In Our Language Foundation, que després es va convertir en l'actual American Opera Society of Chicago. Va ser també qui va idear la Bispham Memorial Medal Award (en honor de David Bispham), un premi per promoure l'òpera en anglès.

## Obra
Eleanor Everest va compondre més de 150 obres, entre les quals 11 òperes de cambra, 19 obres de piano i 13 peces per conjunt vocal.